# Ponera petila
Ponera petila är en myrart som beskrevs av Wilson 1957. Ponera petila ingår i släktet Ponera och familjen myror. Inga underarter finns listade i Catalogue of Life.